# Mégapode de La Pérouse
Megapodius laperouse
Espèce
Statut de conservation UICN

 NT B2ab(iii) : Quasi menacé
Le Mégapode de La Pérouse (Megapodius laperouse) est une espèce d'oiseau de la famille Megapodiidae habitant les îles de l'ouest de l'océan Pacifique.

## Description
C'est un oiseau trapu de taille moyenne au plumage brun foncé à noir. Sa tête est plus pâle que son corps, et il a une crête gris pâle, un bec jaune et de grandes pattes d'un jaune terne.

## Habitat
Il habite les forêts épaisses.

## Alimentation
Il est omnivore, mangeant une grande variété d'aliments choisis sur le sol de la forêt.

## Répartition et population
On estime à seulement entre 2 000 et 2 500 le nombre d'individus survivants. On les trouve sur les Palaos et les îles inhabitées des Mariannes du Nord, dont plusieurs centaines sur l'île Sarigan. Une petite population aurait récemment été réintroduite sur Saipan.

## Reproduction
Le Mégapode de La Pérouse fait partie des espèces de Mégapodes qui sont les seuls oiseaux connus pour incuber leurs œufs en utilisant la chaleur des volcans.[réf. nécessaire]

## Sous-espèces
Selon la classification de référence du Congrès ornithologique international (version 15.1, 2025) :
- Megapodius laperouse senex Hartlaub, 1868 — Palaos ;
- Megapodius laperouse laperouse Gaimard, 1823 — Îles Mariannes du Nord, Guam, éteint dans l'ouest de la Micronésie.